# Gunther Emmerlich

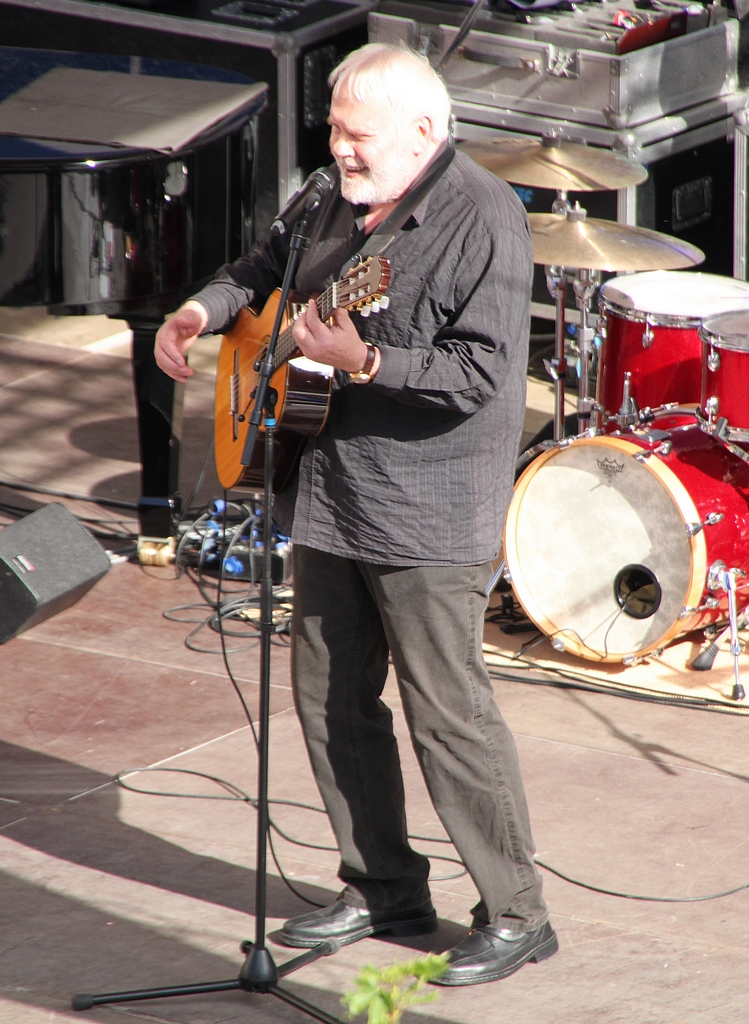
Gunther Emmerlich beim Benefizkonzert für die Opfer der Elbeflut 2013 in Pirna

Gunther Emmerlich (* 18. September 1944 in Eisenberg; † 19. Dezember 2023 in Dresden) war ein deutscher Sänger (Bass) und Moderator.

## Leben und Wirken
Gunther Emmerlich wurde 1944 im thüringischen Eisenberg geboren. Er wurde in der Stadtkirche Eisenberg getauft und konfirmiert. Sein Vater Walter fiel im Zweiten Weltkrieg, was die Familie erst mit Verzögerung erfuhr. Nachdem seine Mutter Gertrud 1955 an einer Nervenkrankheit gestorben war, wuchs er bei seiner acht Jahre älteren Schwester Ursula auf, die ihn adoptierte. Nach dem Abitur und einer Berufsausbildung als Betonbauer beim VEB Bau-Union Gera/Jena studierte Emmerlich zunächst an der Ingenieurschule für Bauwesen Erfurt, brach diese Ausbildung aber ab, um sich der Musik zuzuwenden.
Von 1967 bis 1972 studierte er Operngesang bei Hans Kremers an der Musikhochschule Franz Liszt Weimar sowie bei Eleonore Elstermann und Johannes Kemter. Zusätzlich besuchte er Kurse bei Pawel Lisizian. Während dieser Zeit trat er in der Sendung Notenbank des Fernsehens der DDR als Jazzsänger auf.
Nach seiner Diplomprüfung für Gesang wurde Emmerlich 1972 Mitglied des Opernstudios der Semperoper in Dresden und war danach bis 1992 als festes Ensemblemitglied des Opernhauses engagiert. Er debütierte dort 1972 als eine der drei Masken in Prokofjews Oper Die Verlobung im Kloster. Letztmalig trat er an diesem Haus 2010 in der Operette Die lustige Witwe auf. Eine seiner Paraderollen war Osmin in Mozarts Die Entführung aus dem Serail, außerdem sang er 1982 im Oratorium Axion esti in einer gefeierten Aufführung in Leipzig, die von dem griechischen Komponisten Mikis Theodorakis dirigiert wurde. Gastspiele führten ihn unter anderem an die Volksoper Wien und nach Amsterdam. Zudem war er im Jahr 1985 Mitbegründer der überwiegend aus Musikern der Staatskapelle Dresden bestehenden Semper-House-Band, die unter anderem Dixieland-Jazz spielte. Emmerlich trat aber auch selbst mit der Band auf.
Im Jahre 1992 löste Emmerlich seinen Vertrag mit der Semperoper auf und wirkte fortan als freischaffender Sänger. Sein Repertoire umfasste neben der Oper auch Operette und Musical, Lieder, Kirchenmusik sowie Dixieland und Swing. Im September 2008 sang er gemeinsam mit Deborah Sasson in der New Yorker Carnegie Hall. In Operetten trat er zum Beispiel bei den Schwetzinger Festspielen und den Bad Hersfelder Festspielen auf.
Im Fernsehen der DDR wurde Emmerlich als Gastgeber der Sendung Showkolade (1987 bis 1990) bekannt. Auch nach der Wende trat er als Moderator und Gast zahlreicher deutscher Unterhaltungssendungen auf. Von 1993 bis 2006 moderierte er 96 Mal die Sendung Zauberhafte Heimat. Er war von 2006 bis 2015 Moderator des SemperOpernballs und moderierte seit 2004 die TV-Gala Krone der Volksmusik. Im Jahr 2012 spielte er in der ARD-Serie In aller Freundschaft mit.
Emmerlich veröffentlichte vier autobiografische Bücher.
Darüber hinaus war er Botschafter der Carreras-Leukämie-Stiftung. Er wurde 2008 Weinbotschafter im Sinne eines Testimonials des Weinbaugebietes von Saale und Unstrut. Im Vorfeld der Landtagswahl in Sachsen 2019 trat er als Unterstützer des Ministerpräsidenten Michael Kretschmer (CDU) in Erscheinung. Ab Januar 2019 spielte er die Hauptrolle des Erfinders der Buchdruckkunst Johannes Gutenberg im gleichnamigen Musical in Mainz, Eltville am Rhein und auf Gastspielen an der Seite von Helmut Markwort, Margit Sponheimer und dem Komponisten Frank Golischewski in einer Produktion des Mainzer Forum-Theaters unterhaus. 
Am 15. Dezember 2023 hatte Emmerlich seinen letzten Fernsehauftritt bei der MDR-Talkshow Riverboat. Am 17. Dezember 2023 absolvierte er seinen letzten Bühnenauftritt bei einem Weihnachtskonzert in der Johanniskirche im sächsischen Lößnitz.
Emmerlich starb am 19. Dezember 2023 im Alter von 79 Jahren in seinem Haus, der Villa Maria, in Dresden an Herzversagen. Er wurde am 26. Januar 2024 auf dem Waldfriedhof Weißer Hirsch in Dresden im engsten Familienkreis neben seiner Ehefrau Anne-Kathrein (1948–2020) beigesetzt.

## Privates
Emmerlich lebte ab 1979 in der Villa Maria im Dresdner Stadtteil Oberloschwitz. Im selben Jahr heiratete er die Schauspielerin Anne-Kathrein Kretzschmar, die eine Tochter mit in die Ehe brachte. Das Paar hatte einen gemeinsamen Sohn; Emmerlich hatte außerdem einen Sohn aus einer früheren Beziehung. Emmerlich und seine Frau trennten sich 2014, ließen sich aber nicht scheiden und blieben in Verbindung. In der Villa Maria lebte er zuletzt gemeinsam mit der Familie seines Sohnes (Mehrgenerationenhaus).

## Auszeichnungen
- Ernennung zum Kammersänger[26]
- 1988: Fernsehliebling der DDR[27]
- 1990: Bambi[27]
- 1997: Bundesverdienstkreuz am Bande[28][27]
- 2000: Wahl zu einem der „100 Dresdner des 20. Jahrhunderts“, Tageszeitung Dresdner Neueste Nachrichten[29]
- 2004: Ehrenbürger der Stadt Eisenberg[30][27][31]
- 2014: Goldener Akustikus der Fördergemeinschaft Gutes Hören[32]
- 2016: Dresdner St.-Georgs-Orden
- 2019: Pfälzer Saumagen-Orden
- 2019: Goldene Sonne
- 2019: Goldene Henne in der Kategorie „Lebenswerk“[27]
- 2024: Choros-Award des SemperOpernballs (posthum)

## Opern- und Musicalrollen (Auswahl)
- Beethoven: Rocco in Fidelio
- Bock: Tevje in Anatevka
- Cimarosa: Geronimo in Il matrimonio segreto
- Dessau: König in Die Verurteilung des Lukullus
- Donizetti: Dulcamara in Der Liebestrank
- Golischewski: Titelrolle in Johannes Gutenberg. Das Musical.[33]
- Lehár: Baron Mirko Zeta in Die lustige Witwe
- Loewe: Oberst Pickering und Doolittle in My Fair Lady
- Lortzing: Pancratius in Der Wildschütz
- Millöcker: Oberst Ollendorf in Der Bettelstudent
- Mozart: Sarastro in Die Zauberflöte
- Mozart: Alfonso in Così fan tutte
- Mozart: Bartolo in Le nozze di Figaro
- Mozart: Osmin in Die Entführung aus dem Serail
- Nicolai: Falstaff in Die lustigen Weiber von Windsor
- Orff: Bauer in Die Kluge
- Puccini: Angelotti in Tosca
- Rossini: Basilio in Der Barbier von Sevilla
- Mikis Theodorakis, Oratorium Axiom Esti; Hauptpart[11]
- von Weber: Erbförster Kuno in Der Freischütz

## Eigene Shows sowie Fernsehmoderationen (Auswahl)
- Showkolade, DDR-1, 1987–1990, eingestellt[11]
- Gunther und drüber, ZDF, 1992, 4 Folgen, eingestellt[34]
- Zauberhafte Heimat, MDR Fernsehen, 1993–2006, 96 Folgen, eingestellt[34]
- Krone der Volksmusik, MDR Fernsehen 2004–2012, 9 Folgen, eingestellt[34]
- Weihnachten mit Gunther Emmerlich, MDR, 2016–2023, 8 Folgen[34]
- Semperopernball, zehnmalige Moderation[11]

## Buchpublikationen
- Ich wollte mich mal ausreden lassen. Schwarzkopf & Schwarzkopf, Berlin 2007, ISBN 978-3-89602-753-5.
- Zugabe. Anekdoten, Ansichten und anderes. Schwarzkopf & Schwarzkopf, Berlin 2010, ISBN 978-3-89602-949-2.
- Spätlese. Eine Rücksicht ohne Vorsicht. Schwarzkopf & Schwarzkopf, Berlin 2016, ISBN 978-3-86265-624-0.
- Fortgeschritten. Man muss den Tatsachen ins Auge sehen, auch wenn sie noch so erfreulich sind. Schwarzkopf & Schwarzkopf, Berlin 2020, ISBN 978-3-86265-829-9.